# Журавець болотяний
{{#ifeq:0|0|{{#if:|{{#if:Geraniumpalustre|[[]}}|}}}}
Журавець боло́тяний, або гера́нь боло́тна (Geranium palustre) — багаторічна рослина родини геранієвих. Належить до типових представників лучної флори. Поширена майже по всій Європі за винятком її північної частини. В Україні використовується як лікарська рослина у народній медицині.

## Народні назви
Для різних регіонів наводяться народні назви: авдо́тник, вовчу́га, волосник, грабельник, гребениця, декохт, журавельник, коса́рики, косарці, ма́точник, підгру́дник, прибій, синецві́т, стоколі́нець, тременталь.

## Ботанічний опис
Багаторічна трав'яниста рослина з лежачим або висхідним стеблом. Прикореневе листя завширшки 5-12 см на волосистих черешках до 20 см завдовжки, нечисленне і рано зникає, волосисте з обох поверхонь, розділене на 7 часткою. Стебло до 30-70 см заввишки, волосисте, з довгими міжвузлями, потовщене у вузлах, розгалужене. Стеблові листки три- п'яти-, нижні іноді семироздільні, пальчасті, нижні з меншими, а горішні — з більшими зубчиками по краю листкової пластинки, майже сидячі. Прилистки яйцеподібно-ланцетної форми, темно-червоно-брунатні.
Квітки великі, до 3 см завширшки. Чашечка 5-7-роздільна, щетиниста, чашолистки вдвічі менші за пелюстки. Пелюстки віночка пурпурові, оберненояйцеподібної форми, цільні, з клиноподібною основою, близько 1,5 см завдовжки. Тичинки рівні за довжиною чашолисткам, розширюються до основи.
Плід волосистий, краплеподібної форми. Насіння еліптичне, сплощене, зі сітчастою темно-брунатною поверхнею, 2,4—2,7×1,5—1,7 мм.
Кількість хромосом 2n = 28.

## Ареал
Журавець болотяний родом з Центральної, Південної і Східної Європи. Росте в вологих місцях на рівнинах і серед пагорбів, на болотах, у вербняках.

## Таксономічні синоніми
- Geranium duplicatum Kit., 1863
- Geranium furcatum Kit., 1863
- Geranium palustre f. albiflorum (Lange) Panțu, 1931
- Geranium palustre f. lilacinum Murr, 1923
- Geranium palustre f. obtusatum Németh, 1933
- Geranium palustre var. albiflora Lange, 1887
- Geranium palustre var. brachyanthum Wacht. ex Murr, 1923
- Geranium palustre var. glabrum Murr, 1910
- Geranium palustre var. minus Besser, 1822
- Geranium palustre var. nemorosum Brügger ex Syr. & Petunn., 1907
- Geranium palustre var. subsylvaticum Rupr., 1869
- Geranium palustre var. trifidum Litv. ex Syr. & Petunn., 1907
- Geranium palustre var. tuberosum Schur, 1866
- Geranium palustre var. turfosum Peterm., 1838
- Geranium pratense var. subsylvaticum (Rupr.) Graebn., 1913
- Geranium purpureum Gilib., 1782, nom. illeg.